# Denkmäler der Provinz Shanxi
Die Denkmalliste der Provinz Shanxi (chinesisch 山西省文物保護單位 / 山西省文物保护单位, Pinyin Shānxī shěng wénwù bǎohù dānwèi – „Denkmäler der Provinz Shanxi“) ist eine vom Amt für Kulturgegenstände der Provinz Shanxi (山西省文物局,  Shanxi sheng wenwu ju) in der Volksrepublik China aufgestellte Denkmalliste von geschützten historischen Stätten und Kulturgütern. Sie werden von der Volksregierung der Provinz Shanxi bestimmt und vom Staatsrat der Volksrepublik China bekanntgegeben.
In den Jahren 1965, 1986, 1996 und 2004 wurden vier verschiedene Listen aufgestellt.
Die Liste umfasst bedeutende Stätten für Geschichte, Religion, Kunst und Wissenschaft: Gebäude, Gräber, alte Architektur, Klöster, Steininschriften und anderes.
Ein Teil der Denkmäler der Provinz Shanxi steht auch auf der Liste der Denkmäler der Volksrepublik China.
Changzhi |
Datong |
Jincheng |
Jinzhong |
Linfen |
Lüliang |
Shuozhou |
Tayuan |
Xinzhou |
Yangquan |
Yuncheng
太原市 |
大同市 |
阳泉市 |
长治市 |
晋城市 |
朔州市 |
晋中市 |
运城市 |
忻州市 |
临汾市 |
吕梁市

## Übersicht nach Bezirken

### Taiyuan太原市

#### Xinghualing杏花岭区
- Dujun fu jiuzhi 督军府旧址 (2)
- Shanxi guomin shifan geming huodong jiuzhi 山西国民师范革命活动旧址 (3)
- Taiyuan tianzhu jiaotang 太原天主教堂 (4)
- Taiyuan qingzhengusi 太原清真古寺 (4)
- Shanxi sheng li chuan zhi yixue zhuanke xuexiao jiuzhi 山西省立川至医学专科学校旧址 (4)
- Changjing lou 唱经楼 (4)
- Zhao Shuli jiuju 赵树理旧居 (含沁水赵树理故居)（4)

#### Yingze迎泽区
- Chongshan si 崇善寺 (1)
- Meng jia jing ciyao yizhi 孟家井瓷窑遗址 (1)
- Dongtaibao yizhi 东太堡遗址 (2)
- Shanxi daxue jiuzhi 山西大学堂旧址 (3)
- Wenmiao 文庙 (3)
- Chunyang 纯阳宫 (3)
- Da Guandi miao 大关帝庙 (4)
- Tai yuanwen Yinghu Xinhai geming huodong jiuzhi 太原文瀛湖辛亥革命活动旧址 (包括革命烈士纪念塔)（4)

#### Jinyuan晋源区
- Taishan Longquan si 太山龙泉寺 (4)
- Jinyuan Ayuwang ta 晋源阿育王塔 (4) (Ashoka)
- Jinyuan wenmiao 晋源文庙 (4)
- Kaihua si jiuzhi ji Lianli ta 开化寺旧址及连理塔 (4)

#### Gujiao古交市
- Gujiao yizhi 古交遗址 (2)
- Qianfo si 千佛寺 (4)

#### Yangqu阳曲县
- Dawang miao 大王庙 (2)
- Yinzhuang Kaihua si 辛庄开化寺 (4)
- Xuanquan si 悬泉寺 (4)
- Tiemur ta 帖木儿塔 (4)

#### Qingxu清徐县
- Yanxiang si 严香寺 (2)
- Qing xu xiang yan si 清徐香岩寺 (4)
- Xuyao miao 徐尧庙 (4)
- Qingquan si 清泉寺 (4)

#### Loufan娄烦县
- Gao Junzi guju 高君宇故居 (3)
- Shanchengmao yizhi 山城峁遗址 (4)
- Loufan gucheng yizhi 娄烦古城遗址 (4)

### Datong大同市

#### Chengqu城区
- Gulou 鼓楼 (3)
- Wenmiao 文庙 (3)
- Guandi miao 关帝庙 (3)
- Guanyin tang 观音堂 (3)
- Xingguo si 兴国寺 (4)

#### Nanjiao南郊区
- Gaoshan yizhi 高山遗址 (1)
- Qingci yao yizhi 青磁窑遗址 (2)
- Xu Congyun mu 许从赟墓 (3)

#### Datong大同县
- Jijiazhuang yizhi 吉家庄遗址 (1)

#### Tianzhen天镇县
- Panshan shiku 盘山石窟 (4)

#### Lingqiu灵丘县
- Zhao wu ling wang mu 赵武灵王墓 (1)

#### Zuoyun左云县
- Gucheng muqun 古城墓群 (2)

#### Guangling广灵县
- Ximazhuang Hanmuqun 洗马庄汉墓群 (2)
- Qianfushan Han mu qun 千福山汉墓群 (4)

#### Hunyuan浑源县
- Mazhuang Hanmu qun 麻庄汉墓群 (1)
- Jiezhuang yizhi 界庄遗址 (2)
- Guciyao yaozhi 古磁窑窑址 (2)
- Yuanjue si zhuanta 圆觉寺砖塔 (2)
- Heng Shan jianzhuqun 恒山建筑群 (2)
- Hunyuan wenmiao 浑源文庙 (4)

### Yangquan阳泉市

#### Pingding平定县
- Guanshan shuyuan 冠山书院 (2)
- Shi Pingmei guju 石评梅故居 (4)
- Kaihe si shiku 开河寺石窟 (4)

#### Yu盂县
- Da tiezhong 大铁钟 (1)
- Yanshan ci 藏山祠 (3)
- Lienü ci 烈女祠 (4)

### Changzhi长治市

#### Jiao郊区
- Bitou yizhi 壁头遗址 (1)
- Chongjiao si 崇教寺 (2)
- Balujun zongbu banshichu gu xian jiuzhi 八路军总部办事处故县旧址 (4)

#### Lucheng潞城市
- Heshi yizhi 合室遗址 (1)
- Wenmiao 文庙 (2)
- Lu He gucheng ji mudi 潞河古城及墓地 (2)

#### Changzhi长治县
- Bayi yaozhi 八义窑址 (1)
- Yan Di miao 炎帝庙 (3)
- Nan Song cun Qinshi minzhai 南宋村秦氏民宅 (含南宋高楼)（4)
- Dongtaishan miao 东泰山庙 (4)
- Changzhi xian ducheng huangmiao 长治县都城隍庙 (4)
- Zhangba sita 丈八寺塔 (2)

#### Zhangzi长子县
- Xiwang muqun 西旺墓群 (1)
- Zhangzi guchengzhi ji mudi 长子古城址及墓地 (2)
- Wenmiao 文庙 (3)

#### Pingshun平顺县
- Hong ti guan ming 虹梯关铭 (2)
- Beishe Sanzong miao 北社三嵕庙 (4)
- Beishe Da Yu miao 北社大禹庙 (4)
- Xiqing Bei Dayu miao 西青北大禹庙 (4)
- Beiganquan Shengmu miao 北甘泉圣母庙 (4)

#### Xiangyuan襄垣县
- Yonghui qiao 永惠桥 (3)
- Xiantangshan gu jianzhuqun 仙堂山古建筑群 (3)
- Shileicheng yizhi 石勒城遗址 (3)
- Wulong miao 五龙庙 (4)
- Xiang yuan zhao ze wang miao 襄垣昭泽王庙 (4)

#### Qinyuan沁源县
- Kang-Ri zhenwang jiangshi jinianbei 抗日阵亡将士纪念碑 (1)
- Tai Yue junqu silingbu jiuzhi 太岳军区司令部旧址 (2)
- Lingkongshan gu jianzhuqun 灵空山古建筑群 (4)

#### Tunliu屯留县
- Laoye shan geming zhandou yizhi 老爷山革命战斗遗址 (1)
- Naozhang yizhi 脑张遗址 (3)
- Chongfuyuan 崇福院 (3)

#### Licheng黎城县
- Kang-Ri sanzhounian jinianta 抗日三周年纪念塔 (1)
- Chenghuang miao 城隍庙 (3)

#### Wuxiang武乡县
- Bei liang gou cun zaoxiang 北良侯村造像 (1)

#### Qin沁县
- Nan nie shui shike 南涅水石刻 (1)
- Eyu gucheng ji mudi 阏舆古城及墓地 (2)
- Hongjiao yuan 洪教院 (3)

#### Huguan壶关县
- Changxing cun minbing Kang-Ri yaodong baowei zhandou yizhi 常行村民兵抗日窑洞保卫战斗遗址 (1)
- Shaku yizhi 沙窟遗址 (3)
- Tianxian miao 天仙庙 (4)
- Qinzhuang Dongyue miao 秦庄东岳庙 (4)

### Jincheng晋城市

#### Gaoping高平市
- Zisheng si 资圣寺 (2)
- Sanzong miao 三嵕庙 (2)
- Changping zhi zhan yizhi 长平之战遗址 (2) (Schlacht von Changping)
- Qianfo zaoxiang bei 千佛造像碑 (2)
- Xianweng miao 仙翁庙 (2)
- Jinfeng si 金峰寺 (3)
- Jiaxiang si 嘉祥寺 (3)
- Qinghua si 清化寺 (3)
- Nanzhuang Yuhuang miao 南庄玉皇庙 (4)
- Gao ping tie Fo si 高平铁佛寺 (4)
- Wanshou gong 万寿宫 (4)

#### Zezhou泽州县
- Gaodu yizhi 高都遗址 (1)
- Jingde qiao 景德桥 (1)
- Chongshou si 崇寿寺 (2)
- Gaodu Dongyue miao 高都东岳庙 (2)
- Jingzhong qiao 景忠桥 (2)
- Guandi miao 关帝庙 (3)
- Chengtang miao 成汤庙 (4)
- Gaodu Erxian miao 高都二仙庙 (4)
- Tianjing guan 天井关 (4)
- Sanjiao tang 三教堂 (4)
- Zezhou Tangdi miao 泽州汤帝庙 (4)

#### Lingchuan陵川县
- Qianfo zaoxiang bei 千佛造像碑 (2)
- Nanmiao gong 南庙宫 (4)
- Nanzhao wenmiao 南召文庙 (4)

#### Yangcheng阳城县
- Shousheng si ji Liulita 寿圣寺及琉璃塔 (2)
- Tuncehgn Dongyue miao 屯城东岳庙 (2)
- Wenmiao 文庙 (3)
- Chen Jingjing guju 陈廷敬故居 (4)

#### Qinshui沁水县
- Dongyucun zaoxiang 东峪村造像 (1)
- Baliping yizhi 八里坪遗址 (2)
- Shita 石塔 (2)
- Xiachuan yizhi 下川遗址 (2)
- ZhaoS huli guju 赵树理故居 (与太原赵树理旧居合并)（4)

### Shuozhou朔州市

#### Shuocheng朔城区
- Shiyu yizhi 峙峪遗址 (1)
- Mayi muqun 马邑墓群 (2)
- Fanwang si muqun 梵王寺墓群 (2)
- Shuozhou chengqiang 朔州城墙 (3)

#### Pinglu平鲁区
- Jingping Nan Liang zhanguo, Qin han muqun 井坪南梁战国、秦汉墓群 (4)[1]
- Zhang ma ying gucheng yizhi 张马营古城遗址 (4)

#### Shanyin山阴县
- Sha Yanxun mu 沙彦珣墓 (2)
- Wang Jiabin mu 王家屏墓 (2)

#### Youyu右玉县
- Zhongling gucheng yizhi 中陵古城遗址 (2)
- Weiyuan muqun 威远墓群 (2)
- Baoning si 宝宁寺 (3)

#### Ying应县
- Fanshi gucheng yizhi 繁峙古城遗址 (2)
- Tian Hui mu 田蕙墓 (4)[2]

#### Huairen怀仁县
- Jinshatan muqun 金沙滩墓群 (2)
- Emaokou yizhi 鹅毛口遗址 (2)
- Dan yang wang mu 丹阳王墓 (3)
- Huayan sita 华严寺塔 (3)

### Jinzhong晋中市

#### Yuci榆次区
- Maorling muqun 猫儿岭墓群 (2)

#### Jiexiu介休市
- Guo Youdai mu 郭有道墓 (1)
- Yuanshen miao 源神庙 (4)
- Yunfeng si 云峰寺 (4)

#### Xiyang昔阳县
- Shima si 石马寺 (2)
- Wofo si 卧佛寺 (3)

#### Lingshi灵石县
- Wenmiao 文庙 (3)

#### Qi祁县
- Liangcun yizhi 梁村遗址 (1)
- Qi Xi futi mu 祁奚父子墓 (1)
- Juquan tang yaopu jiuzhi 聚全堂药铺旧址 (4)
- Zhenhe lou 镇河楼 (4)

#### Zuoquan左权县
- Zuo quan jiangjun xunnan chu 左权将军殉难处 (1)

#### Shouyang寿阳县
- Songluo yuan 松罗院 (4)

#### Taigu太谷县
- Baiyan yizhi 白燕遗址 (1)
- Yuanzhi si 圆智寺 (2)
- Shanxi mingxian xuejiao jiuzhi 山西铭贤学校旧址 (3)
- Kong Xiangxi guju 孔祥熙故居 (3) H. H. Kung
- Taigu gulou 太谷鼓楼 (4)

#### Heshun和顺县
- Ronghua si 荣华寺 (3)
- Shipaifang 石牌坊 (3)

#### Pingyao平遥县
- Shilou 市楼 (3)
- Baiyun si 白云寺 (4)
- Lei Lütai jiuju 雷履泰旧居 (4)
- Huiji qiao 惠济桥 (4)
- Nanshen miao 南神庙 (4)
- Dongdayan muqun 东大闫墓群 (4)
- Longfu si 隆福寺 (4)

#### Yushe榆社县
- Dengyu cun shita zaoxiang 邓峪村石塔造像 (1)
- Nan cai zaoxiang 南村造像 (1)
- Miaolingshan shiku 庙岭山石窟 (1)
- Shita 石塔 (2)

### Yuncheng运城市

#### Yanhu盐湖区
- Taiping xingguo sita 太平兴国寺塔 (3)
- Chishen miao 池神庙 (3)
- Anba gucheng yizhi 安邑古城遗址 (4)
- Xi qu fa yizhi 西曲樊遗址 (4)
- Zhangcun muzangqun 张村墓葬群 (4)
- Houcun muqun 侯村墓群 (4)
- Yanchi jin qiang ji Yu ban gu yandao 盐池禁墙及虞坂古盐道 (4)
- Yuncheng Guanwang miao 运城关王庙 (4)
- Sanguan miao xitai 三官庙戏台 (4)

#### Hejin河津市
- Fancun xitai 樊村戏台 (2)
- Zhenfeng ta 镇风塔 (3)
- Zhenwu miao 真武庙 (4)
- Xuandi miao 玄帝庙 (4)
- Gaomei miao 高禖庙 (4)

#### Yongji永济市
- Shizhuang yizhi 石庄遗址 (1)
- Gaoshi cun Hanmuqun 高市村汉墓群 (1)
- Xiaochao cun Hanmu qun 小朝村汉墓群 (1)
- Yang Bo mu 杨博墓 (1)
- Wangu si 万固寺 (1)
- Puqiu sita 普救寺塔 (1)
- Han Ji mu 韩楫墓 (2)
- Qiyan si 栖岩寺塔群 (2)
- Zhaoxinggu muqun 赵杏古墓群 (3)
- Shu Yi Bo Qi mu 叔夷伯齐墓 (3)
- Bian Que miao 扁鹊庙 (包括扁鹊墓)（3)
- Jie Liang gucheng 解梁古城 (4)
- Meng Tong mu 孟桐墓 (4)
- Yang Zhan mu 杨瞻墓 (包括墓地石刻)（4)
- Dongcun xitai 董村戏台 (4)

#### Wenxi闻喜县
- Huikeng yizhi 回坑遗址 (1)
- Bo li he bu hua mu 伯里合不花墓 (1)
- Pei Xingjian mu 裴行俭墓 (1)
- Pei Bai bei guan 裴柏碑馆 (2)
- Yang shen xiu mu 杨深秀墓 (3)
- Wenmiao 文庙 (3)
- Peishi muqun 裴氏墓群 (3)

#### Xinjiang新绛县
- Guangcun yizhi 光村遗址 (1)
- Xiwei yizhi 西尉遗址 (1)
- Jiang shou ju yuan chi 绛守居园池 (1)
- Mazhuang yizhi 马庄遗址 (3)
- Xinjiang wenmiao 文庙 (3)
- Quanzhang Guandi miao 泉掌关帝庙 (4)
- Shousheng si dadian 寿圣寺大殿 (4)
- Jinfan si Dadian 净梵寺大殿 (4)

#### Pinglu平陆县
- Xiayang cheng yizhi 下阳城遗址 (3)
- Zhoujiahua yizhi 赵家滑遗址 (3)
- Yuguo gucheng yizhi 虞国古城遗址 (3)
- Zaoyuan cun gumuqun 枣园村古墓群 (3)
- Qianzhuang yizhi 前庄遗址 (4)

#### Yuanqu垣曲县
- Nan hai yu yizhi 南海峪遗址 (2)
- Tongkuang yizhi 铜矿遗址 (3)
- Fengcun yizhi 丰村遗址 (4)

#### Jiang绛县
- Jinwen gongmu 晋文公墓 (1)
- Jinxian gongmu 晋献公墓 (1)
- Zhoujiazhuang yizhi 周家庄遗址 (1)
- Jin Ling gong mu 晋灵公墓 (3)
- Shibeifang 石碑坊 (3)
- Qiaosi beilou 乔寺碑楼 (3)
- Jutai yizhi 居太遗址 (4)
- Changchunguan 长春观 (4)
- Jiangxian wenmiao 绛县文庙 (4)

#### Jishan稷山县
- Fawang miao 法王庙 (4)
- Beiyang cheng zhuanta 北阳城砖塔 (4)
- Yubi cheng yizhi 玉璧城遗址 (4)
- Dafo si 大佛寺

#### Ruicheng芮城县
- Jinshengzhuang yizhi 金胜庄遗址 (1)
- Potou yizhi 坡头遗址 (1)
- Kehe yizhi 匼河遗址 (1)
- Gu weicheng yizhi 古魏城遗址 (3)
- Shousheng sita 寿圣寺塔 (3)

#### Xia夏县
- Xue Song mu 薛嵩墓 (1)
- He dong te wei geming huadong jiuzhi 河东特委革命活动旧址 (2)
- Shengmu miao 圣母庙 (3)
- Pei fen yizhi 裴介遗址 (4)

#### Wanrong万荣县
- Jingcun yizhi 荆村遗址 (1)
- Fenyin guchengzhi ji mudi 汾阴古城址及墓地 (2)
- Shousheng sita 寿圣寺塔 (3)
- Xuexuan jiamiao ji mudi 薛瑄家庙及墓地 (3)
- Li jia da yuan 李家大院 (4)
- Zao quan ta 旱泉塔 (4)
- Beixin shelita 北辛舍利塔 (4)
- Balong sita 八龙寺塔 (4)
- Ji wang shan ta 稷王山塔 (4)

#### Linyi临猗县
- Chengcun yizhi 程村遗址 (3)
- Yi Dun mu 猗顿墓 (3)
- Sheng an si ta 圣庵寺塔 (4)
- Xue dao shi mu 薛道实墓 (4)
- Yong xing si ta 永兴寺塔 (4)
- Wang Zhuo mu 王卓墓 (4)
- Qishi gucheng 猗氏故城 (4)
- Chen Mao mu 陈茂墓 (4)

### Xinzhou忻州市

#### Xinfu忻府区
- Xiangyang yizhi 向阳遗址 (1)
- Yuan Haowen mu 元好问墓 (1)
- Lian si gu mu di 连寺沟墓地 (2)
- Xinkou zhanyi yizhi 忻口战役遗址 (2)
- Beicheng menlou 北城门楼 (4)
- Xiurong shuyuan 秀容书院 (4)

#### Yuanping原平市
- Zhushi pailou 朱氏牌楼 (1)
- Puji qiao 普济桥 (2)
- Huiji qiao 惠济寺 (2)
- Guoyang wenmiao 崞阳文庙 (4)
- Fotang si 佛堂寺 (4)
- Tusheng si 土圣寺 (4)

#### Dai代县
- Daixian zhonglou 代县钟楼 (4)
- Yonghebao deng sanshijiubao junshi fangyu yiji 永和堡等三十九堡军事防御遗迹 (4)
- Zhaogao guan 赵杲观 (3)
- Hongji si zhuanta 洪济寺砖塔 (4)
- Dongyinjin yizhi 东段景遗址 (2)
- Jin wang mu 晋王墓 (4)
- Hongdusi zhuanta 洪福寺砖塔 (4)
- Yang zhong wu ci 杨忠武祠 (3)

#### Wuzhai五寨县
- Wu zhou cheng yizhi 武州城遗址 (4)
- Wu wang cheng yizhi 五王城遗址 (4)

#### Wutai五台县
- Nanshan si 南山寺 (2)
- Longquan si 龙泉寺 (2)
- Jinge si 金阁寺 (2)
- Yuanzhao si 圆照寺 (2)
- Luohou si 罗睺寺 (2)
- Zhuxiang si 殊像寺 (2)
- Zunsheng si 尊胜寺 (2)
- Jin-Cha-Ji junqu silingbu jiuzhi 晋察冀军区司令部旧址 (2)
- Nanrucun Balujun zongbu jiuzhi 南茹村八路军总部旧址 (4)

#### Pianguan偏关县
- Wucheng yizhi 吴城遗址 (2)
- Huning si 护宁寺 (4)

#### Ningwu宁武县
- Wanfo si 万佛寺 (3)
- Ninghua gucheng 宁化古城 (3)
- Fenyang gong yizhi 汾阳宫遗址 (4)

#### Jingle静乐县
- Jingju si shiku 静居寺石窟 (2)
- Jingle wenmiao 静乐文庙 (4)

#### Fanshi繁峙县
- Shiziwo liulita 狮子窝琉璃塔 (4)

#### Hequ河曲县
- Haichao an 海潮庵 (2)
- Daiyao miao 岱岳庙 (2)

#### Baode保德县
- Lin zhe yu yizhi 林遮峪遗址 (1)

#### Dingxiang定襄县
- Yan Xishan jiuju 阎锡山旧居 (2)
- Baifo tang 白佛堂 (4)
- Xishe yizhi 西社遗址 (2)
- Liuhui Hongfu si 留晖洪福寺 (4)
- Baicun yizhi 白村遗址 (2)

### Linfen临汾市

#### Yaodu尧都区
- Gaodui yizhi 高堆遗址 (1)
- Jinchengbao yizhi 金城堡遗址 (1)
- Yao miao 尧庙 (1)
- Xiajin yizhi 下靳遗址 (4)
- Xiandonggou Biyan si 仙洞沟碧岩寺 (4)

#### Houma侯马市
- Peng Zhen guju 彭真故居 (4):

#### Huozhou霍州市
- Zhusheng si 祝圣寺 (4)
- Huozhou gulou 霍州鼓楼 (4)
- Hanbi yizhi 韩壁遗址 (4)

#### Fenxi汾西县
- Zhuifeng ji tian ying bei 追封吉天英碑 (4)
- Zhenwu ci 真武祠 (4)

#### Ji吉县
- Guajia shan moya zaoxiang 挂甲山摩崖造像 (包括谢悉坤柔圣母庙)（2)
- Da mu yuan mudi 大墓塬墓地 (3)
- Kenan bo 克难坡 (4)
- Dicheng yizhi 狄城遗址 (3)
- Yijian - Anping yizhi 义尖——安坪遗址 (3)

#### Anze安泽县
- Mayi si zhuanta 麻衣寺砖塔 (3)
- Langzhai ta 郎寨塔 (4)

#### Daning大宁县
- Cuiweishan yizhi 翠微山遗址 (3)
- Zhimatan yizhi 芝麻滩遗址 (3)

#### Fushan浮山县
- Qingweiguan 清微观 (3)
- Wenmiao dacheng dian 文庙大成殿 (3)
- Qiaobei yizhi 桥北遗址 (4)

#### Gu古县
- Reliu Guandi miao 热留关帝庙 (4)

#### Xi隰县
- Qianfodong 千佛洞 (2)
- Xixian gulou 隰县鼓楼 (4)

#### Xiangfen襄汾县
- Sitou yizhi 寺头遗址 (1)
- Zhaotang gucheng yizhi 赵康古城遗址 (1)
- Jin Xiang gong mu 晋襄公墓 (1)
- Shanü yizhi 沙女遗址 (2)
- Nandachai yizhi 南大柴遗址 (2)
- Dazhang yizhi 大张遗址 (4)
- Guandi lou 关帝楼 (4)

#### Yicheng翼城县
- Nanshi yizhi 南石遗址 (2)
- Yugong heshang daoxing bei 裕公和尚道行碑 (2)
- Zaoyuan -.Nanhan yizhi 枣园——南撖遗址 (3)
- Weigou - Beishou 苇沟——北寿城遗址 (3)
- Heyun yizhi 河云遗址 (3)
- Si paifang 四牌坊 (包括石牌坊、木牌坊)（4)
- Gucheng yizi 故城遗址 (4)

#### Yonghe永和县
- Yonghe wenmiao Dacheng dian 永和文庙大成殿 (4)

#### Xiangning乡宁县
- Qianfo dong (Xiangning) 千佛洞 (3)

#### Quwo曲沃县
- Quwo gucheng yizhi 曲沃古城遗址 (1)
- Licun Xigou yizhi 里村西沟遗址 (2)
- Fangcheng yizhi 方城遗址 (2)
- Si pailou 四牌楼 (4)
- Xuejia dayuan 薛家大院 (4)
- Dongxu yizhi 东许遗址 (4)
- Wang jiang mudi 望绛墓地 (4)

#### Hongdong洪洞县
- Mingdai jianyu 明代监狱 (1)
- Yongningbao yizhi 永凝堡遗址 (1)
- Fangdui yizhi 坊堆遗址 (1)
- Shangcun yizhi 上村遗址 (2)
- Houcun yizhi 侯村遗址 (2)
- Mingdai Yimin jiuzhi 明代移民遗址 (3)
- Bixia shengmu gong 碧霞圣母宫 (3)
- Taiyuan si 泰云寺 (3)
- Shicun yizhi 师村遗址 (4)
- Shangzhang yizhi 上张遗址 (4)
- Hongtong Guandi miao 洪洞关帝庙 (4)
- Jingshi gong 净石宫 (4)
- Mamu Huayan si 马牧华严寺 (4)
- Anwo ling 女娲陵 (4)
- Shangshan miao 商山庙 (4)

#### Pu蒲县
- Yueguan yizhi 薛关遗址 (2)
- Yao dong han mu qun 腰东汉墓群 (3)

### Lüliang吕梁市

#### Lishi离石区
- Lishi wenmiao 离石文庙 (4)

#### Xiaoyi孝义市
- Sanhuang miao 三皇庙 (4)
- Cisheng si 慈胜寺 (4)
- Linhuang ta 临黄塔 (4)
- Tianqi miao 天齐庙 (4)

#### Fenyang汾阳市
- Yudaohe yizhi 峪道河遗址 (2)
- Beiyuandi yizhi 北垣底遗址 (2)
- Xinghuacun yizhi 杏花村遗址 (2)
- Houtu shengmu miao 后土圣母庙 (2)
- Di Qing mu 狄青墓 (3)
- Guandi miao 关帝庙 (3)
- Fayun si 法云寺 (4)
- Qi sheng guang you wang miao 齐圣广佑王庙 (4)
- Chan ding si 禅定寺 (4)
- Yucheng Wuyue miao 虞城五岳庙 (4)
- Baocheng si Longwang miao 堡城寺龙王庙 (4)
- Bao’en si 报恩寺 (4)
- Yukou Shengmu miao 峪口圣母庙 (4)
- Fenyang mingyi zhongxue 汾阳铭义中学 (4)

#### Wenshui文水县
- Shangxian yizhi 上贤遗址 (1)
- Fan’an sita 梵安寺塔 (4)

#### Xing兴县
- Si-ba lieshi xunnan chu “四八”烈士殉难处 (1)
- Hujiagou zhuanta 胡家沟砖塔 (4)

#### Lin临县
- Wu tu xu gucheng yizhi 乌突戌古城遗址 (4)

#### Fangshan方山县
- Gulou 鼓楼 (2)
- Xianlong zhongxue 贺龙中学 (3)

#### Liulin柳林县
- Liu zhi dan jiangjun xunnan chu 刘志丹将军殉难处 (2)
- Guangyin miao 观音庙 (3)
- Yuxu gong 玉虚宫 (4)
- Liulin Shuangta si 柳林双塔寺 (4)
- Nanshan si 南山寺 (4)
- Pingshan yizhi 坪上遗址 (4)

#### Lan岚县
- Xiurong gucheng yizhi 秀容古城遗址 (3)
- Suicheng yizhi 隋城遗址 (4)

#### Jiaokou交口县
- Hong jun dong zheng zong zhi jun bu jiuzhi 红军东征总指挥部旧址 (2)
- Hanji shibei fang ji Hanji beiting 韩极石牌坊及韩极碑亭 (4)
- Qianfo dong 千佛洞 (4)

#### Jiaocheng交城县
- Wayao yizhi 瓦窑遗址 (2)
- Shushifocun moya zaoxiang 竖石佛村摩崖造像 (3)
- Gu ciyao zhi 古瓷窑址 (3)
- Yongfu si 永福寺 (3)

#### Shilou石楼县
- Houtu Shengmu miao 后土圣母庙 (4)
- Renquan si 仁泉寺 (4)